# Мангабеи
Мангабеите (Cercocebus) са род западноафрикански Коткоподобни маймуни, близкородствени с мандрилите (Mandrillus).
Мангабеи се наричат и маймуните от род Lophocebus и познатите на науката Rungwecebus (Jones et al., 2005), но бе установено, че последните стоят по-близо до павианите (Papio).
За мангабеите (Cercocebus) е характерна светлата кожа на клепачите, заради което се наричат още белоклепи мангабеи.

## Класификация
- разред Primates - Примати
  - семейство Cercopithecidae - Коткоподобни маймуни
    - подсемейство Cercopithecinae
      - род Lophocebus – гривести мангабеи
        - Lophocebus albigena – Гривест мангабей, сивобуз мангабей
        - Lophocebus ugandae (Lophocebus albigena ssp.) – Угандски мангабей
        - Lophocebus johnstoni (Lophocebus albigena ssp.)
        - Lophocebus osmani (Lophocebus albigena ssp.)
        - Lophocebus aterrimus – Черен мангабей, черен качулат мангабей
        - Lophocebus opdenboschi (Lophocebus aterrimus ssp.) – Мангабей на Опденбош

      - род Rungwecebus (Lophocebus) – високопланински мангабеи
        - Rungwecebus kipunji – Кипунджи, високпланински мангабей

      - род Cercocebus – същински мангабеи
        - Cercocebus atys – Димен мангабей
        - Cercocebus torquatus – Червеноглав мангабей
        - Cercocebus agilis – Конгоански мангабей, пъргав мангабей
        - Cercocebus chrysogaster (Cercocebus agilis ssp.) – Златокоремен мангабей
        - Cercocebus galeritus – Качулат мангабей, танайски мангабей
        - Cercocebus sanjei (Cercocebus galeritus ssp.) – Санжейски мангабей